# Michel Lang
Michel Lang (París, 9 de juny de 1939 − Deauville, 24 d'abril de 2014) va ser  un director de cinema i televisió francès, recordat per les seves pel·lícules de comèdia en les dècades de 1970 i 1980. Després de 1990, va dirigir predominantment per a la televisió francesa.

## Biografia
Antic alumne del liceu Chaptal, és diploma per la Sorbonne d'una llicència de literatura americana, després per l'Institut des hautes études cinématographiques.
Debuta en el cinema com a ajudant de direcció abans de passar a la realització, esdevenint un dels pilars de la comèdia popular francesa del final dels anys 1970 i del començament dels anys 1980. El 1976, coneix el seu més gran èxit comercial amb la pel·lícula Les petites angleses inspirat en els estius de la seva adolescència passats a Anglaterra. La pel·lícula ha reunit 5,7 milions d'espectadors.
A la meitat dels anys 1980, les seves pel·lícules tenen menys els favors del públic i Michel Lang roda llavors  telefilms.
Mor el 24 d'abril de 2014 a conseqüència de la malaltia de Alzheimer. És enterrat al cementiri del Pare-Lachaise.

## Filmografia
Les seves pel·lícules més destacades són:
- 1964: Un tout autre visage
- 1976: Les petites angleses (À nous les petites Anglaises), amb Sophie Barjac i Rémi Laurent
- 1977: Une fille cousue de fil blanc, amb Aude Landry i Serge Reggiani
- 1978: L'Hôtel de la plage, amb Sophie Barjac i Myriam Boyer
- 1980: Tous vedettes, amb Leslie Caron
- 1981: On n'est pas des anges... elles non plus, amb Sabine Azéma i Georges Beller
- 1982: El regal (Le Cadeau), amb Pierre Mondy i Claudia Cardinale
- 1984: L'Étincelle
- 1985: À nous les garçons, amb Sophie Carle i Franck Dubosc
- 1987: Club de trobades (Club de rencontres), amb Francis Perrin i Jean-Paul Comart
- 1991: Duplex (televisió)
- 1991: Mascarade (televisió)
- 1992: Le Fils d'un autre (televisió)
- 1992: Softwar (Mord im Atomkraftwerk) (televisió)
- 1992: Un mort très convenable (televisió)
- 1994: Les Faucons (televisió)
- 1995: Baldipata (televisió), amb Annie Cordy i Charles Aznavour
- 1995: Bébé coup de foudre (televisió)
- 1997: Sans cérémonie (televisió), amb Annie Cordy i Charles Aznavour
- 2002: Louis et les enfants perdus (televisió)